# Hay que caminar
"Hay que caminar" sognando is de laatst voltooide compositie van Luigi Nono. Het vormt een deel van de trilogie, waarvan de andere delen No hay caminos, hay que caminar... Andrej Tarkovskij en Caminantes... Ayacucho zijn.
Als basis voor de muzikale trilogie dient een geschrift op een muur nabij een klooster in Toledo: Caminante no hay caminosa. Hay que caminar.(Voetganger, er is geen weg, toch moet je lopen). Nono zette de gedachte(n) om naar muziek, in dit geval voor twee violen. De twee solisten bewandelen nieuwe paden in de klassieke muziek, zowel letterlijk als figuurlijk. De muziek bestaat voornamelijk ijle klanken, waaronder flageolet- en flautandotechnieken, gelijkend op de muziek van Salvatore Sciarrino. De solisten spelen beiden een solopartij, maar lijken elkaar daarbij af te tasten en/of aan te vullen. Tijdens uitvoeringen moeten de musici ook letterlijk reizen; ze lopen binnen een aangegeven ruimte, spelen hun muziek en vertrekken weer naar een andere plaats op het podium. Er zijn acht vastliggende plekken, de laatste plaats mag door de solisten uitgekozen worden. Ook in zijn voorlaatste werk La lontananza nostalgica utopica futura zette de componist de musici in beweging.
De eerste uitvoering was voor Irvine Arditti en David Albermann, het werk is echter opgedragen aan Tatjana Gridenko en Gidon Kremer. Arditti en Albermann speelden het werk op 14 oktober 1989 in Milaan. Sognando (van sogno) betekent dromerig.

## Discografie
- Uitgave Kairos: Irvine Arditti, Graeme Jennings – viool; een opname uit 2004.
- Uitgave Wergo: leden van Ensemble UnitedBerlin